# Sarawak
Sarawak (Jawi:سراواك) és un estat federat de Malàisia, situat a l'illa de Borneo i que limita al sud amb la província indonèsia de Kalimantan, al nord amb Brunei i a l'est amb l'estat malai de Sabah. La capital és Kuching.

## Orografia
Les principals alçàries del país corresponen als estreps de l'altiplà de Borneo, amb els pics Mulu (2.371 m), Kama (1.071 m), Lawit (1.767 m) i Murud (2.423 m). Hi ha nombrosos rius, curts i cabalosos, com el Rajanj, el Lupar, l'Igan, el Kemena, el Tinjar, el Baram, el Limbang, el Trusan i el Tutoh.

## Etnografia
El 33,1% de la població són xinesos; el 28,6% Iban, el 8,4% daiak i el 5,7% melanau, ètnies originàries del territori; el 18,2% malais, el 3,5% hindús, el 2,3% tàmils i el 0,2% europeus.

## Òrgans de govern
Compta amb un estatut federal dins Malàisia. El president de l'estat (yang dipertua negeri) és nomenat pel govern de Malàisia, però escollit pel poble. Gaudeix d'una assemblea estatal de 56 membres i envia 26 representants al Parlament Federal malai (dewan ra’ayat) i dos al Senat Federal (dewan negara). Té una autonomia força àmplia, amb control sobre l'emigració i d'altres afers des del 1966, i té reconegut el dret d'autodeterminació.

## Història
No se sap quan van arribar els primers pobladors daiaks, i les troballes més antigues daten del 40.000 aC (cova i crani de Niah). El territori fou sotmès d'antuvi a la influència índia, més tard a la malaiomusulmana, i finalment a l'europea. Fins al 1475 va formar part del regne de Madjapahit i fou islamitzat pel de Brunei.
El 1512 el navegant basc Juan Sebastián Elcano va visitar Sarawak. Aleshores formava part del soldanat de Brunei, però patia nombroses revoltes daiaks, que hi impedien l'establiment de l'autoritat reial. També fou visitat pel portuguès Tomás Pires. El 1645 foren atacats pels espanyols de les Filipines i pels soldans de Sulu.
El 1841 el soldà de Brunei Muda Hasim va cedir el territori de Sarawak a l'oficial britànic James Brooke (1803-1868), qui havia arribat al territori el 1839 amb el vaixell The Royalist, hi governarà des de llavors com a soldà gairebé independent al territori entre el Tanjunj Datu i el riu Batang.
James Brook, conegut com el "rajah blanc de Sarawak", hi governarà fins al 1868. Va rebre Kuching per tal de reprimir les revoltes daiaks, ja que volia acabar també amb la cacera de caps. El 1850 aixafà cruelment una revolta de pirates malais i va fer front a noves revoltes de xinesos el 1857 i de malais el 1859. El 1861 engrandí el territori en prendre-li al soldà de Sibu la meitat del Sarawak actual. Hi va instal·lar una administració regular, va fomentar el govern i va perseguir la pirateria. El 1862 va obtenir Miri i gairebé tot el territori llevat de l'interior selvàtic. Mercè els seus oficis, els britànics aconseguiren l'establiment de la base militar de Labuan. Es faran exploracions per a investigar els dayaks i s'hi escrigueren les gramàtiques de Gabelentz (1852) i el diccionari d'Hardeland (1858) sobre llurs parles. Endemés, el 8 de setembre del 1867 es reuní a Bintulu la primera assemblea estatal de Sarawak.
Quan va morir el va succeir el seu nebot Charles Johnson Brooke (mort el 1917), qui hi governà com a soldà independent fins al 1888, any en què hagué d'acceptar el protectorat britànic. El 1904 el territori assolí la seva extensió actual i el 1905 tenia 213.000 habitants, d'ells 133.000 daiaks, 67.000 malais, 13.000 xinesos i 100 europeus.
A la seva mort el 1917 el va succeir el seu fill Charles Vyner Brooke (1874-1963) fins al 1946. Intentà modernitzar el país amb la construcció d'algunes carreteres i l'extracció petroliera, alhora que s'incrementava la immigració xinesa. Del 1942 al 1945 el territori fou ocupat pels japonesos, i el rajà hagué de marxar.
Quan Sarawak fou alliberat, el 1946 els Brooke van cedir el territori a la corona britànica, i passà a ser governat directament com a colònia igual que Borneo del Nord. Des del 1957 gaudirà d'un govern propi, amb l'establiment d'un governador i la creació de dos consells indígenes. Les principals ètnies eren els ibans, els bidayuh (daiaks continentals), els melanau, els kayans, els kenyahs, els klemantans muruts i els malais; en general als no musulmans se'ls anomenava com a daiaks; els musulmans eren a l'entorn del 20%.
El 1961 es va crear el Sarawak National Party (SNP), dirigit pel datuk Stephen Kalong Ningkan, partidari de la independència o de federar-se amb Malàisia, alhora que els indonesis comencen a reivindicar el territori com a Kalimantan Nord. A l'oposició també es formà el Sarawak National Action Party. El 1962 rebrà un sistema de govern ministerial i més autonomia.
El 16 de setembre del 1963 passarà a formar part de la Federació Malaia, acabada d'independitzar. A les eleccions venç el SNP i Stephen Kalong Ningkan esdevé primer ministre. També el 1964 començaren els primers incidents fronterers amb els indonesis.
Entre juny i agost del 1966 se signaren els Acords de Bangkok i Jakarta entre Malàisia i Indonèsia, mercè el qual es reconeix el dret a l'autodeterminació de Sarawak i Sabah. Kalong Ningkan fou destituït i nomenat primer ministre Penghulu Kawi Sili, la qual cosa provocarà una forta crisi interna, accentuada després que el 1967 els britànics retiressin les últimes tropes de Sarawak.
El 1970 Bong Kei Chok i 700 partidaris més fundaren el març el North Kalimantan Communist Party (NKCP), i la branca armada North Kalimantan People's Guerrilla Forces, coneguts com a PARAKU, i que es faran forts a la selva.
Per altra banda, a les eleccions del 1973 es va presentar la coalició d'abast a tota la federació malaia Barisan Nasional (Front Nacional) que agrupava els partits locals SNAP i SUPP; obtindrà 27 escons i el govern malgrat les acusacions de frau electoral. El maig del 1974 el primer ministre de Sarawak, Rahman Yaakub, es reuní amb Bong Kei Chok, cap del PARAKU, i signaren el Sri aman (Pau duradora), per la qual Bong és perdonat i uns 570 guerrillers entregaren els armes. Però un nucli de 130 guerrillers del PARAKU es negaren a entregar-se i van continuar la lluita armada a l'àrea de Kuching del 1975 al 1980.
El 1983 l'antic Sarawak National Party esdevingué Parti Bansa Dayak Sarawak (PBDS), dirigit per Amar James Wong Kim Min, oposat al Barisan Nasional. També es formà el Parti Pesaraka Bumipetera Bersatu (PPBB), d'Abdul Rahman Yaakub.